# Eva Furnari
Eva Furnari   (Roma, 15 de novembre de 1948) és una escriptora i il·lustradora italobrasilera. Com a escriptora de literatura infantil juvenil i il·lustradora, ha rebut el Premi Jabuti de Literatura als 1991, 1996, 1998, 2004, 2006 i 2007 per Truks, A Bruxa Zelda e os 80 Docinhos, Anjinho, Circ da Lua, Cacoete e Pelfo Filva.

## Biografia
Nasqué a Itàlia; la seua família es trasllada a Brasil al 1950, quan Eva tenia dos anys. Es gradua en Arquitectura a la Universitat de São Paulo, i des del 1976 començar a publicar llibres amb il·lustracions, sense text.
Ha col·laborat en el suplement infantil Folhinha del diari paulista Folha de S. Paulo, publicació en què ha creat un dels seus personatges més coneguts: «Bruxinha».
Al 2002, la seleccionaren per il·lustrar una nova edició de sis llibres de l'obra infantil d'Érico Veríssimo. El 2016, en la XXVIII edició dels Trofeus HQ Mix, va rebre el guardó de Gran Mestre del còmic brasiler.
El treball de Furnari, consistent principalment en petits llibres, és un dels més rendibles en l'àmbit de la literatura contemporània infantil i juvenil brasilera. Com la mateixa autora ha revelat en una entrevista, la il·lustració precedí la producció literària, però aquesta darrera és la que realment passà a primer pla amb el temps.